# Giuseppe Rabboni
Giuseppe Rabboni, född 16 juli 1800 i Cremona, död 10 juni 1856 i Varenna, var en italiensk flöjtist och kompositör.

## Biografi
Giuseppe Rabboni var en italiensk flöjtvirtuos. Han var professor vid konservatoriet i Milano, samt förste flöjtist vid Teatro alla Scala i samma stad. Rabboni har komponerat flera stycken för flöjt.